# Марія Болейн
Марі́я Боле́йн (англ. Mary Boleyn, вживалося також написання Bullen, близ. 1499 — 19 червня 1543) — сестра англійської королеви Анни Болейн, другої дружини Генріха VIII. 
Деякі історики вважають, що Марія була молодшою сестрою Анни Болейн, але її діти вважали, що Марія була старшою сестрою, з цим погоджується більшість учених.
Марія Болейн була однією з улюблених фавориток Генріха VIII  і також законною фавориткою французького короля Франциска I. Двічі виходила заміж .

## Біографія

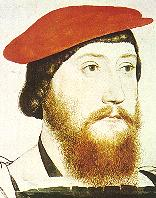
Томас Болейн, батько Марії

Марія народилася в Блікінг-Холлі, графство Норфолк, а виросла в Хевер-Кастлі, в Кенті, резиденції сімейства Болейн. Батько Марії — вельможа Генріха VIII Томас Болейн, не був нащадком знатних придворних родів, але зумів зробити вдалу кар'єру при дворі. Мати Марії — леді Елізабет Говард. Точно визначити дату народження Марії неможливо, але відомо, що народилася вона між 1499-м і 1508 роком. Більшість істориків вважає роком народження 1499-й, бо 1597-го її онук, лорд Хансдон, претендував на титул графа Ормонда як законний спадкоємець сімейства Болейн. Згідно із суворими правилами спадкоємства аристократичних титулів, якби Анна була старшою з доньок, цей титул повинен був перейти до її доньки королеви Єлизавети.
Певний час вважалося, що це Марія почала свою освіту за кордоном і складала компанію герцогині Маргариті Австрійській, але нині стало відомо, що це була її молодша сестра, Анна. Марія залишалася в Англії більшу частину свого дитинства. 1514 року, коли їй було 12—15 років, дівчину відправили за кордон. Її батько домігся для доньки місця фрейліни сестри короля, принцеси Марії Тюдор, яку відправляли до Парижа для одруження з королем Людовиком XII.

### Додаткова література
- Bruce Marie-Louise. Anne Boleyn. — Putnam Pub Group, 1972. — ISBN 0-698-10480-3
- Denny Joanna. Anne Boleyn: A new life of England’s tragic queen. — Portrait, 2004. — ISBN 0-7499-5017-X
- Fraser Antonia. The Wives of Henry VIII. — Londres; Weidenfeld & Nicholson, 1992. — ISBN 0-297-81242-4
- Ives Eric. The Life and Death of Anne Boleyn. — Londres; Blackwell Publishing, 2004. — ISBN 0-631-23479-9
- Lindsey Karen. Divorced Beheaded Survived: A Feminist reinterpretation of the wives of Henry VIII. — Reading, Perseus Books, 1995. — ISBN 0-201-60895-2
- Weir Alison. — The Six Wives of Henry VIII; Londres; The Bodley Head Ltd, 1991. — ISBN 0-370-31396-8

1. ↑  GeneaStar
2. ↑  http://englishhistory.net/tudor/citizens/mary-boleyn/
3. ↑  http://www.theanneboleynfiles.com/19-july-1543-death-mary-boleyn/
4. ↑  http://www.theanneboleynfiles.com/bios/tudor-characters-competition/mary-boleyn-by-karissa-baker/
5. 1 2 3 4 5 6 7  Kindred Britain
6. ↑  Lundy D. R. The Peerage